# Concordia sulla Secchia
Concordia sulla Secchia är en ort och kommun i provinsen Modena i regionen Emilia-Romagna i Italien. Kommunen hade 8 373 invånare (2018).